# Estação Hidroviária de Charitas
A Estação Hidroviária de Charitas, conhecida também como Estação Charitas, é um terminal hidroviário localizado no bairro de Charitas, na cidade de Niterói, no estado do Rio de Janeiro, no Brasil. O edifício foi projetado pelo arquiteto Oscar Niemeyer e se tornou uma atração turística da cidade. Faz parte do Caminho Niemeyer. Foi inaugurado em 23 de novembro de 2004.
A estação hidroviária pertence à empresa Barcas S/A e recebe a linha de catamarã que faz a ligação entre Niterói e a cidade do Rio de Janeiro, cruzando a Baía de Guanabara. Liga o bairro de Charitas à estação Praça XV, na cidade do Rio de Janeiro.
Um dos destaques do edifício é o recuo da estação em relação à linha d'água e a construção de um píer sobre estacas, onde atracam os catamarãs. O edifício tem uma área de 2 000 metros quadrados. Setecentos metros quadrados de vidro compõe a fachada do salão panorâmico de embarque de passageiros. O espaço abriga lojas de conveniência, o restaurante Olimpo, e uma vista da enseada de São Francisco e da Baía de Guanabara. 